# 李之蘭
李 之蘭（イ・ジラン、り しらん、至順2年（1331年） - 建文4年4月9日（1402年5月10日））は、高麗末期から李氏朝鮮初期の武将。女真族。

## 人物
もとの姓は佟、初名（モンゴル名）は豆蘭帖木児（ドラン・ティムール）。童豆蘭・李豆蘭ともいう。父は女真の豪族で元朝の金牌千戸の地位にあった阿羅不花（アラブカ）。咸鏡道は高麗の領土となったことはなく女真族の居住地であったが、この時代より高麗の影響下に入り、之蘭は配下を率いて帰化し北青に住する。
李成桂と出会い、弓術の腕比べから義兄弟の契りを結び、李姓を名乗る。1380年8月、倭寇が鎮浦口に上陸した後、全羅北道南原郡雲峰面に立てこもった。倭寇の中に金色の鎧で白馬に乗って槍をふるう首領がいたが、その首を矢で仕留めたのは李之蘭だった。首領を失った倭寇は総崩れとなり成桂軍が思いがけない勝利を得るなど、以後は李成桂の側近として数々の戦闘で補佐し、李氏朝鮮建国では開国功臣の称号を得る。晩年は李成桂の退位後の隠棲に付き従い、また数多くの命を殺めたことを悔いて仏門に帰依した。
李成桂の死後、太祖宗廟に功臣として陪祀された。青海李氏の祖である。